# Hans-Joachim Kasprzik
Hans-Joachim Kasprzik (* 14. August 1928 in Beuthen, Oberschlesien; † 10. Oktober 1997 in Berlin) war ein deutscher Regisseur und Drehbuchautor, der insbesondere für die DEFA tätig war.

## Leben
Hans-Joachim Kasprzik begann seine Karriere in den 1950er-Jahren bei der DEFA als Regieassistent. Einer seiner ersten Filme wurde 1954 Carola Lamberti – Eine vom Zirkus. Weitere wichtige Filme mit seiner Beteiligung waren beispielsweise Betrogen bis zum jüngsten Tag (1957) und Der schweigende Stern (1960). Mit dem Fernsehfilm Gerichtet bei Nacht im Jahr 1960 verwirklicht Kasprzik seinen ersten eigenen Film als Regisseur und Drehbuchautor. Der im Jahr 1966 verwirklichte Film Hände hoch oder ich schieße mit Rolf Herricht in der Hauptrolle wurde nach dem XI. Plenum des ZK der SED verboten und erlebte erst 2009 seine Filmpremiere.
Häufig widmete Kasprzik sich zeitgeschichtlichen, seltener historischen Stoffen. Wichtige Arbeiten, zu denen er auch oft die Drehbücher schrieb und die meist als Miniserien für das Fernsehen der DDR realisiert wurden, sind Wolf unter Wölfen (1964), Kleiner Mann – was nun? (1967) und Abschied vom Frieden (1979). Wohl die bekannteste Arbeit Kasprziks wurde die Miniserie Sachsens Glanz und Preußens Gloria (1983/87), in der auch seine Tochter Anne Kasprik eine der Rollen verkörperte.
Hans-Joachim Kasprzik starb 1997 im Alter von 69 Jahren an Krebs. Sein schriftlicher Nachlass befindet sich im Archiv der Akademie der Künste in Berlin.

## Filmografie (Auswahl)
- 1961: Gewissen in Aufruhr (TV-Mehrteiler)
- 1962: Die letzte Chance
- 1965: Wolf unter Wölfen (TV-Mehrteiler)
- 1966/2009: Hände hoch oder ich schieße
- 1967: Kleiner Mann – was nun?
- 1970: Jeder stirbt für sich allein
- 1972: Die Brüder Lautensack
- 1979: Abschied vom Frieden
- 1982: Bahnwärter Thiel
- 1983–1987: Sachsens Glanz und Preußens Gloria (TV-Mehrteiler)
- 1989: Polizeiruf 110: Der Wahrheit verpflichtet (TV-Reihe)